# Тандуїсе Хубоні
Тандуїсе Хубоні (англ. Thanduyise Khuboni, *23 травня 1986, Дурбан, ПАР) — південноафриканський футболіст, півзахисник «Ґолден Ерровз» та національної збірної ПАР.

## Клубна кар'єра
Тандуїсе Хубоні виступав за місцеві команди своєї провінції, а згодом його запросили до відомого в Південній Африці клубу «Ґолден Ерровз», в якому він себе дуже вдало зарекомендував, і став основним гравцем та за 3 сезони провів більше 80-ти матчів. Учасник фінальної частини 19-ого Чемпіонату світу з футболу 2010 в Південно-Африканській Республіці.